# تيسا كيلسو
تيسا كيلسو (بالإنجليزية: Tessa Kelso)‏ هي أمينة مكتبة أمريكية، ولدت في مايو 1863، وتوفيت في 14 أغسطس 1933.